# 川上徹
川上 徹（かわかみ とおる、1940年 - 2015年1月2日）は、日本の編集者、社会運動家。全日本学生自治会総連合中央執行委員長を経て、日本民主青年同盟中央常任委員を務めたが、新日和見主義事件により解任。のち同時代社を創業、代表取締役。

## 経歴
1940年、東京・亀戸生まれ。1944年、長野県東筑摩郡に疎開し、1949年に上京するまで暮らした。1960年、東京大学教養学部入学とともに日本共産党に入党。1964年、全日本学生自治会総連合再建大会で中央執行委員長。1966年に退任、東京大学教育学部教育行政学科卒業。同年より日本民主青年同盟（民青）本部に勤務、中央常任委員。
1972年5月、分派活動により査問を受け（新日和見主義事件）、同年秋、党員権停止1年の処分が決まり民青本部を退職。
司法試験受験、出版社勤務を経て、1980年2月、友人らの協力・出資を得て同時代社を設立。
1990年、哲学者・古在由重の追悼集会を企画し事務局を務めた。これがきっかけで、1991年、日本共産党をすでに党を離籍したものや、除籍した者を偲んだのは党員は党規約違反だとして、除籍処分を受けて離党した。
1997年12月、新日和見主義事件の実態や問題点を世に問う『査問』を出版。
2010年6月、同時代社代表取締役を退任。
2014年には同じように様々な党派で活動していた左翼活動家らから聞き取りと自己の主張を綴った「戦後左翼たちの誕生と衰亡 10人からの聞き取り」を出版し、「神話とは、人々の期待が裏切られたとき、想像と実体がかけ離れていることが人々に知られてしまった時、崩れ消えるものである。私の左翼体験はその全過程を目撃したことであった。それにしても歴史は三段跳びのように消えていく」と自己の過去の左翼活動を反省する表明を行った。
2015年1月2日、死去、74歳。塚田によれば山田正行は川上の「一番弟子」（山田『「わだつみのこえ」に耳を澄ます―五十嵐顕の思想・詩想と実践―』第五章第五節）。

## 著作
- 『トロツキスト：その「理論」と実態』日本青年出版社、1967年
- 山科三郎との共編『トロツキズム』新日本新書 新日本出版社 、1968年
- 『もう1度、船を出せ』花伝選書　共栄書房 （1985/12 出版）ISBN 9784763401984
- 『査問』筑摩書房 （1997/12/20 出版）ISBN 9784480818089、のちちくま文庫2001/07
- 『アカ』筑摩書房 （2002/02/20 出版）ISBN 9784480818201
- 大窪一志との共著『素描・1960年代』同時代社 （2007/03/28 出版）ISBN 9784886836038[10]
- 『戦後左翼たちの誕生と衰亡 10人からの聞き取り』同時代社 （2014/01/30 出版）ISBN 9784886837585
- 『川上徹《終末》日記』 同時代社（2017年11月15日 出版） ISBN 9784886838278